# Spiegeldikbek
De spiegeldikbek (Mycerobas carnipes) is een zangvogel uit de familie Fringillidae (vinkachtigen).

## Verspreiding en leefgebied
Deze soort telt 3 ondersoorten:
- M. c. speculigerus: van noordelijk Iran en zuidelijk Turkmenistan tot westelijk Pakistan.
- M. c. merzbacheri: oostelijk Kazachstan en noordwestelijk China.
- M. c. carnipes: van noordoostelijk Afghanistan via de Himalaya tot centraal China en noordelijk Myanmar.